# Banca Israelului
Banca Israelului (în engleză Bank of Israel, în ebraică בנק ישראל, în arabă بنك إسرائيل) este banca centrală a Israelului. Sediul central al băncii se află în Ierusalim, iar o sucursală operează în Tel Aviv. Guvernatorul actual este Amir Yaron.
Banca Israelului are următoarele obiective:
- menține stabilitatea prețurilor și a sistemului financiar din Israel;
- administrează și implementează politica monetară;
- desfășoară operațiuni pe piața valutară;
- supraveghează și reglementează sistemul bancar;
- gestionează rezervele valutare și infrastructura pieței financiare;
- emite bancnote și monede în șechelul israelian.

## Istoric
După obținerea independenței în 1948, dreptul de emitere a monedei i-a fost conferit Băncii Anglo-Palestine în 1950.
În 1951 a fost înființat un comitet pentru crearea unei bănci centrale de stat. Aceasta avea independență limitată, cu obligația de a finanța guvernul la nevoie, eliminată ulterior în 2010 printr-o reformă legislativă.
Banca Israelului a fost înființată la 24 august 1954 cu funcțiile de emisie și reglementare de la Ministerul de Finanțe. 
În 1978, banca a primit control asupra schimburilor valutare.
În 1985, Guvernul de Uniune Națională a adoptat un Plan de Stabilitate Economică pentru a combate criza economică unde inflația ajunsese la 450% în 1984. Planul a inclus:
- reduceri bugetare;
- scăderi salariale reale;
- dobânzi ridicate;
- stabilizarea cursului valutar;
- înghețarea temporară a prețurilor;
- interzicerea finanțării deficitului de către bancă;
- vechiul șechel a fost înlocuit cu noul șechel prin eliminarea a trei zerouri.

Din 1992, banca gestionează politica monetară pentru a atinge ținta de inflație stabilită de guvern (1-3% pe an).
În 2008, guvernatorul Stanley Fischer a reacționat rapid la criza economică globală prin reducerea dobânzilor, cumpărarea rezervelor valutare și obligațiunilor guvernamentale. În această perioada, banca s-a reorganizat intern.
În 2010, Banca Israelului a fost clasată prima în lume pentru eficiență de către IMD.

## Guvernatori
| Rang | Nume             | Mandat      |
| ---- | ---------------- | ----------- |
| 1er  | David Horowitz   | (1954-1971) |
| 2    | Moshe Sanbar     | (1971-1976) |
| 3    | Arnon Gafni      | (1976-1981) |
| 4    | Moshe Mendelbaum | (1982-1986) |
| 5    | Michael Bruno    | (1986-1991) |
| 6    | Jacob A. Frenkel | (1991-2000) |
| 7    | David Klein      | (2000-2005) |
| 8    | Stanley Fischer  | (2005-2013) |
| 9    | Karnit Flug      | (2013-2018) |
| 10   | Amir Yaron       | (2018-)     |